# جلان جيلمور
جلان جيلمور (بالإنجليزية: Glen Gilmore)‏ هو لاعب البولو أسترالي، ولد في 25 مايو 1971.